# زن در مسیحیت
نقش زنان در مسیحیت امروزه می‌تواند به میزان قابل توجهی متفاوت باشد. زیرا از زمان کلیسای عهد جدید در قرن سوم تاکنون دگرگونی یافته است. این مسئله خصوصاً در ازدواج و در کسب مناصب رسمی روحانیت در برخی از فرقه‌های مسیحی، کلیساها و نهادهای کمک‌کننده کلیساها (Parachurch) صادق است. بسیاری از سمت‌های رهبری سازمان یافته برای زنان در کلیسا ممنوع بود، اما اکنون اکثر کلیساها دیدگاه برابری طلبانه‌ای نسبت به نقش زن و مرد در کلیسا دارند.